# AirSea Battle
AirSea Battle (Повітряно-морська Битва) є інтегрованою військовою доктриною яка формує ключовий компонент військової стратегії Сполучених Штатів Америки. Ця доктрина набула офіційного статусу у лютому 2010 року та була перейменована у 2015 на Joint Concept for Access and Maneuver in the Global Commons (скорочено JAM-GC, Спільний концепт забезпечення доступу та маневру у глобальному просторі).
Відповідна доктрина стала відповіддю на "асиметричні загрози" з боку Китайської Народної Республіки, тобто розвиток протикорабельних ракет та систем протиповітряної оборони, які є засобами заборони доступу для американських сил у прилеглі до її території регіони (стратегія A2/AD Anti Access/Area Denial) (Заборона доступу/закриття території). Доктрина AirSea Battle розроблена спільно Військово-морськими та Військово-повітряними силами США у 2009.
AirSea Battle офіційно стало частиною великої стратегії США коли у лютому 2010 Міністерство оборони США офіційно зазначило,що "Військово-повітряні сили та Військово-морський флот спільно розвивають нову доктрину повітряно-морської битви для перемоги над противниками у різноманітних операціях, включаючи противників, які мають розвинені спроможності для забезпечення заборони доступу та закриття території. Доктрина визначає, як повітряні та морські сили використовуватимуть спільні спроможності в усіх операційних просторах - у повітрі, морі, на землі космосі та кіберпросторі - для протидії наростаючим викликам свободі дій США".